# Andreas Hermansson
Andreas Hermansson, även känd som Herminator, född 8 januari 1973 i Flurkmark utanför Umeå, är en svensk före detta fotbollsspelare. 

## Biografi
Hermansson gjorde sin A-lagsdebut 1991 i Umeå FC, 18 år gammal. Efter en lyckad tid i Umeålaget så var det flera klubbar som blev intresserade av löftet och 1995 blev han värvad till Skånelaget Trelleborgs FF där han gjorde allsvensk debut 18 april 1995. Efter en kort sejour i IFK Göteborg vann Hermansson SM-guld med Hammarby IF 2001, och kom även tvåa i allsvenska skytteligan med 14 mål. Han spelade efter detta några säsonger i Enköpings SK och GIF Sundsvall, innan han 2007 återvände till Umeå FC där han var spelande assisterande tränare. 
2012 blev Andreas Hermansson sportchef för Umeå IK i Damallsvenskan.